# 真夏のシンデレラ
『真夏のシンデレラ』（まなつのシンデレラ）は、2023年7月10日から9月18日までフジテレビ系「月9」枠にて放送されたテレビドラマ。主演は森七菜と間宮祥太朗。
脚本は完全オリジナルで、2022年度「第34回ヤングシナリオ大賞」の大賞を受賞した市東さやかが脚本を務め、『コンフィデンスマンJP』『やんごとなき一族』『リッチマン、プアウーマン』の田中亮が演出・監督を務める。
月9で王道のラブストーリーが放送されるのは2017年1月期『突然ですが、明日結婚します』（主演・西内まりや）以来6年ぶり。

## あらすじ
第一話～第六話
サップのインストラクター蒼井夏海はバカンスで湘南海岸を訪れた水島健人、佐々木修、山内守の3人組を知人の代打で指導することになる。守は三人が東大卒だと名乗り、修も態度が悪い。夏海の友人の滝川愛梨がマッチングアプリで知り合った相手たちの豪邸（実は健人の別荘）でのホームパーティに、小椋理沙とともに夏海が呼ばれるとそこにいたのはその三人組だった。健人は帰京せずにしばらく湘南に残り、残り二人はいったん帰京したもののときおり湘南に戻ってきては過ごすようになった。
夏海は幼馴染の牧野匠への片思いを募らせていたが、匠は恩師の長谷川佳奈と再会し、夏海に長時間の待ちぼうけを食らわせる。健人との家庭環境の違いを感じたり、気持ちのすれ違いを幾度も経験しながらも、夏海と健人の距離は徐々に縮まっていく。そんな中、夏海は匠に「女として見れない」と言われたあげくキスされる。激怒して拒否した夏海。しばらくして健人も帰京していった。
理沙は夜の海岸で足を滑らせて海に転落し、翌朝気がつくと全裸の男が横にいた。その男早川宗佑はライフセーバーであり、理沙の働くクリーニング店で偶然再会すると積極的なアプローチをしかけてくる。理沙が発熱した息子の春樹を連れて夜間外来の病院へ行くと、そこで診察していたのは「早川先生」だった。結果、二人は深い仲になる。
愛梨は守に呼び出されて都内でデートし、宿の予約が取れず守のマンションに泊めてもらう。しかし、そこが実は修のマンションだったことに気づきながらも愛梨は黙って過ごす。
嵐の日に夏海の店Koholaが心配になった健人は重要なプレゼンをすっぽかして向かうが、匠に夏海が抱きしめられる姿を見て黙って帰京する。
店が壊れて休業しているという連絡を受けたため愛梨、理沙、健人、守、修、匠、宗佑が初めて一堂に会してKoholaの修理を手伝うことになったが、匠が佳奈に呼び出されたり、修に東大卒が嘘だと暴露された守が喧嘩したりして散会する。残された健人は夏海と仲直りし、戻ってきた匠に夏海への気持ちを宣言する。また、愛梨と守も接近したり、結婚を匂わせた宗佑が春樹に拒絶されるなど、彼らの人間関係に変化が起こる。
夏海はサップ用品の展示会を見るため上京する。夏海はスマホを紛失するが健人と出会うことができた。健人は自分が初めて建築にかかわったビルの屋上へ夏海を連れてきて、夜景を二人で楽しむ。
守はバイトもやめて司法試験に専念する、愛梨のスタイリスト試験が終わったらデートに誘うと宣言して修のマンションを出ていく。愛梨の試験はうまくいかなかったものの、修が合格祈願のマーガレットの花束を携えて励ました。初めて人に謝ったと語る修と愛梨が仲直りするのを、遠くから同じくマーガレットの花束を持った守が見つめていた。
健人がKoholaに訪ねてきたところに海斗が帰宅して、彼女の秋香が妊娠した、結婚したいという。秋香の両親と蒼井家の話合いで、海斗だけでなく母代わりの夏海にも厳しい言葉がかけられる。夏海と亮が土下座する中、秋香はバイト先の人との二股で妊娠したのを海斗がかばってくれていると白状した。そのあと海岸で「好きって気持ちってすごいんだね」と語る夏海に、健人は「好きな人のことならいつまでも待てるしどこまでも探しに行ける。好きだよ。夏海のことが好き」とついに告白した。
告白と聞いて愛梨と理沙は喜んだが、夏海本人は自分が健人のことを好きなのか考える。健人も匠も理由を作ってはKoholaで何度もニアミスするが、匠は複雑な表情になり、健人も匠の幼少期トークに嫉妬が隠せない。ある夜 健人とペルセウス座流星群を眺めながら「二人が違うからこそ一緒にいて面白いんだと思う」と言う夏海に「一緒にいた時間はどうしたって勝てないけどこのまま一緒にいたらいつかは勝てる」と健人は返した。
理沙は春樹と、体調を崩した宗佑の見舞いに行く。医師とライフセーバーをしている理由を理沙に問われ、どうしても救えない命がある中で、少しでも救いたくてと宗佑は答えた。別の日、理沙の勤務先に元夫の翔平がやってきて、また夫婦としてやり直さないかと言い出した。
スタイリスト試験に落ちた愛梨に、修が指名しに来店する。お礼として修のマンションに突然やって来た愛梨を泊っていけばと修が誘う。不器用だけどちゃんと優しい修君のことを好きになったと言って愛梨がキスしようとする。「順番が違う」と修は拒み、ソファで寝るからベッドを使ってと告げる。翌朝、修のマンションに参考書を取りに守が来訪すると愛梨と遭遇してしまい、愛梨は帰っていく。守は事情を知って、間違ってると漏らした。
健人は夏海と満月の夜の砂浜で並んで座り「山崩し」に興じる。勝った健人がこの前の告白の返事を聞くと「いつのまにか私の半径3メートル以内に健人君が入ってた。健人君の一番近くにいたい」と夏海は答え、二人は初めてキスをした。
第七話
夏海と健人はメッセージアプリでシンプルかつ密に連絡するようになった。ある朝Koholaに、7年前に出ていった母の茜から電話が来た。ぎこちない束の間の団らん。しかし水面下で夏海の彼氏と紹介されたばかりの健人に対し、茜が借金を頼んで断られていた。
母の戻った夏海がうらやましいと理沙に言い残し、春樹が行方不明に。みんなで探すも、春樹はひとりで電車に乗って、東京の翔平に会いに行っていた。片親の不在を痛感し別れを申し出た理沙に、宗佑は理解を示す。後日、クリーニング店に宗佑が訪ねてくると、理沙は感情を押し殺しながら接客する。
夏海が捜索から戻ると、無人のKoholaで母がレジから金をとろうとしていた。「もう来ない」という母に、夏海は現金の入った封筒を手渡した。
守は愛梨と修に個別に会って仲を取り持ってやる。修は愛梨の店に行って謝罪し「つきあってほしい」と告白し、二人ははじめて手をつなぐ。
今は仕事場にしている健人の別荘に誘われた夏海。「お母さんのことちゃんと謝りたくて。必要とされてないとずっと思ってたから、戻ってきたとき期待したのに違ってた」「こうしたら誰にも見えないから」と健人は夏海を抱きしめた。涙をこぼす夏海。
第八話
夏の終わりが近づいて健人は帰京し、帰国した同期の皐月と再会する。皐月は健人の彼女の存在を耳にする。夏海がKoholaで理沙と愛梨に、まだ健人とは付き合ってるとは明言してないと語っているときに匠が合流したが、高校時代の思い出で微妙な空気に。
家にエアコンがないので修は守の勉強場所にマンションを提供する。波長が合いはじめた修と愛梨は外出し、愛梨に指摘されてこれがデートかと修は初めて自覚した。
匠は佳奈を呼び出し、先生のおかげで夏海のことが好きだと気付いたと語る。これからは先生と生徒のままだ、と返す佳奈。
次の日曜に修の嘘で貸し切りのKoholaに連れ出された守は、サプライズの誕生日会に迎えられる。匠や宗佑も合流し、みなが久々に一堂に会した。宗佑は春樹にも聴診器をプレゼントし、「（先生は）ライバル。でも友達だよ」と言われる。帰り道は宗佑と理沙で春樹を挟み、手をつないで歩く。誕生日会が息抜きを狙った修の企画と知って守は喜ぶ。帰京後に、修は守に愛梨との仲の気遣いへの感謝を述べた。
「またしばらく会えないね」電話で声を聴かせる約束をする健人と夏海。匠も「夏海のあんなに幸せそうな顔、久しぶりに見た気がする。あんたの前では素直に笑えるのかもな」と健人に告げる。
Koholaへ皐月が現れ、直観で夏海を健人の彼女と気づく。緊急の仕事で健人と皐月が帰京し、夏海と匠が残された。匠と花火をしながら、匠が毎年夏の終わりに花火に誘ってくれるようになったのは、母が出て行ってから私が思い出して寂しくならないようにでしょ、と夏海は礼を言う。声が聞きたいのに電話するのを躊躇する夏海に、今までみたいに我慢するなと匠。そこへ健人から待望の電話が。穏やかに声を交わす二人。それぞれの場所で少し離れ、二人を見つめる皐月と匠。
第九話
海斗は新学期。逆に亮から夏休みと言われた夏海は何をしたらいいかわからない。気に入ったバンドのライブに行こうとするもチケットは売り切れ。海斗から健人の電話番号を聞いて、匠が協力を頼む。皐月がそれを知り、４人分のチケットを取ってくれた。
修からの毎晩の電話に慣れず困惑していた愛梨は「しばらく連絡控えよう」と伝える。呆然とする修に、守は「自己完結すべきじゃない」と忠告する。
翔平が理沙・春樹とkoholaに来ると、偶然宗佑も遭遇する。離れた席で翔平は理沙に宗佑に対する本心を問う。「私は早川さんのこと好きなんだと思う。今の私は、何よりも春樹の母親だから。この気持ちは胸にしまっておく」と理沙は明言した。
上京した匠と夏海は皐月、健人と待ち合わせ、緑黄色社会のライブに参加する。ライブが終わり昼食時に皐月は「恋愛っていつのまにか二人だけのものじゃなくなっちゃうでしょ。例えば親が認めてくれるかどうか、とか？」と言い放つ。夏海たちと別れてから「でも将来のこと、本気で考えたりしてみた？健人だって気づいてるんでしょ、匠くんが夏海ちゃんのこと好きだってこと」とも口にした。
傷ついた夏海を励ます匠。帰宅後に匠は夏海を屋上に誘い、クジラの風鈴をプレゼントする。夏海もこの音があればいつでも夏の気分になれると匠は言った。風鈴の音のように昔からずっとあるものは体にしみこんでいるんだと言う夏海に、「それって俺と夏海も同じかな。今までは、夏海の存在が近すぎて、言えなかった。でももう違う。夏海のそばにいさせてほしい。一番大事にしたいって、気づいたから」と匠も告白した。
第十話
夏海は匠の告白を断った。「幼馴染なのは変わらないから、夏海が困ってたら必ず助ける」と匠は告げる。
夏海と健人は新江ノ島水族館（えのすい）でデートした。来年の花火を一緒に見る約束をした健人は一輪のひまわりを渡して交際を正式に申し込み、夏海も応じる。翌日海斗が調べると、花言葉は「君だけを見つめる」だった。
父に身を固めろと言われた健人は、週末に両親をkoholaに連れて行く。朝から緊張して服を用意し、貸し切りにしてもてなす夏海と亮。戸外で「今後会社を背負う立場として付き合う人はちゃんと選びなさい」と叱責された健人は「夏海と別れるつもりはない」と反論したが、両家顔合わせはうまくいかなかった。
修が気になった愛梨は自分から電話して、料理つくりを名目に修の家に行く。愛梨に配慮してマーガレットを活けたり苦戦する料理を手伝う守は、自覚せず愛梨を傷つける修との仲も取り持った。
別の日、出がけに守の未練を指摘して、修は晴れた海岸に愛梨を呼び出した。「今まで楽しかった」と言う修に愛梨は別れを告げた。帰宅した修に、守は「じゃあ俺が行く」と言って去る。夕暮れの海岸に愛梨を呼び出した守は、夜更けに花火をしながら告白した。自宅で一人、書類を書く修。ふと落ちた涙で書いた文字が滲む。
海岸を歩く理沙は宗佑に出会う。「こないだ三人で手をつないで帰ったとき、まるで家族みたいだなって気がしてた。俺が春樹君の父親になれる未来もあったりするのかな。今度は本当の家族として、三人で歩きたい」息をのむ理沙。
夜、準備中の札がかかるkoholaに皐月が来て、夏海の存在が健人の足を引っ張ってると告げる。
また別の日、出前に出かけた夏海を、雨が降ったので匠が傘を持って迎えに行く。雨に濡れたまま歩く夏海に、泣いているように見えると尋ねるが、夏海は悲しそうに否定する。そのころ、koholaのカウンターに置いてあったひまわりの瓶を、何かを予感させるかのように海斗が不注意で割ってしまう。匠との別れ際、横断歩道で振り返った夏海に車が迫り、飛び込む匠。宙を舞う傘。
最終話（第十一話）
夏海をかばって事故にあった匠は眠り続け、朝 目が覚めるまで夏海は病室で看病していた。別の日に、足が元に戻らないかもと医者に言われた匠に乞われ、夏海は寄り添うことにした。夏海に連絡がつながらなかった健人はkoholaで事情を知って見舞いに来たが、病室の外から様子をうかがってそのまま帰る。
健人はkoholaで夏海の帰宅を待っていた。匠のそばにいる必要がある、健人ともう会えない、ひと夏の恋だったんだと夏海は申し出る。健人は目を潤ませながら去っていく。夏海は両手で顔を覆いながら号泣した。夜、健人は別荘で、夏海も自室で、互いの今までの思い出を振り返る。夏海は二人の思い出のガラスのクジラを引き出しにしまう。
守も愛梨にあっさり振られていた。修は別れを引きずってないと主張はするが、本来の自分に戻れない。守は愛梨がスタイリスト試験に合格したことを教え「もう我慢すんなよ」と告げた。別の日、修は愛梨と晴れた海岸で再会し、素直に愛梨の合格を祝って正式に交際を申し込む修。受諾した愛梨は「順番無視していい？」と修の頬にそっとキスをした。
自宅で理沙と翔平は春樹と食事し、三人で暮らしたい望みを叶えてやれないと謝る。夜、宗佑の家に理沙が訪ねて来た。宗佑は九州への転勤の打診があり受けようと思うと伝え、理沙にプロポーズする。「春樹にはこの町のように大好きな人たちに囲まれて育ってほしいから、私は春樹とここに残る」理沙の目から涙がこぼれる。いつか遊びに行っていいかと問う理沙を、宗佑は抱きしめた。
健人は皐月に夏海と別れたと伝えるが、自分が余計なことを言ったのが原因ではと謝罪される。夏海もリハビリする匠に健人と別れたことを伝えるが、自分の怪我が原因ではないのかと問われる。夜、健人の別荘に修と守が来て、健人と夏海はお互い別れたくなかったのでは、俺たちは後悔してほしくないと指摘される。
匠は病院の屋上で、ただの罪悪感ならば夏海を縛りたくないと夏海に言う。最高の幼馴染同士だと確認し、背中を押された夏海は健人に電話をかけるが留守番電話だった。歩いていたのがいつの間にか走り出す。
会社で健人は父と対話する。「僕は夏海と一緒にいたい。自分の人生を諦めるつもりはありません。ただ、そのうえで、父さんと母さんの期待にもしっかりと応えていきたいと思っています」熟考の上、「好きにしなさい」と返す父。
退社時、急いで携帯電話をかける健人。夏海の声に不自然なエコーがかかり、振り返ると偶然背後に笑顔の夏海がいた。二人は互いの気持ちを確認し、「もう絶対離さない」と抱き締め合った。
自宅で目覚める夏海。枕元には引き出しからガラスのクジラが戻してあった。台所に行くとテーブルには海斗が小遣いで買ったひまわりが二輪。
病院の屋上では佳奈が匠と話し、その成長を喜んだ。koholaでは司法試験の模擬試験の好結果で盛り上がる守と修、それを室内から笑う夏海たち。「じゃ、お互いの健闘を祈って」恒例の女三人組の謎挨拶。
晴れた海岸を手をつないで歩く健人と夏海。「いつか水族館の設計をしたい、また海洋生物の勉強をしようと思う」冬になったら夏海の夢である本物のクジラを見に沖縄へ一緒に行こうと約束する。「夕陽ってやっぱりきれいだね」「毎日見ても」「毎日きれいだから」笑い合う二人。夏の終わりを告げる日没まであと一時間くらいあるよと言いながら、二人がそのままキスをしたところで物語は幕を閉じる。

## キャスト

### 主要人物
蒼井夏海（あおい なつみ）
演 - 森七菜
本作の主人公。サップのインストラクター。サバサバした性格で男勝りな一面をもつが、困っている人がいると放っておけない性分。母のいない家庭で育ち、家業の食堂「Kohola」も切り盛りする。偶然 同一の動物図鑑を、幼少期に健人とお互いに愛読していたことが後に判明した。愛梨、理沙は浜辺のゴミ拾いのボランティア仲間（高校時代からの友人）。あだ名は「なっつん」。
水島健人（みずしま けんと）
演 - 間宮祥太朗
本作のもう一人の主人公。東大卒で大手建築会社・水島建設の社員（かつ社長の御曹司）。優柔不断なところもあるが、優しい一面をもつ。作中で2023年8月21日に放送されたサントリー金麦のコラボCM（youtubeにもアップされたが、続編も公式Twitter（X）上に）によると修とは中学からの仲、守は高校から（生物部の見学が初対面。虫が苦手な守が逃げ、結局 健人だけが入部した）。高校卒業後8年目の年次。
牧野匠（まきの たくみ）
演 - 神尾楓珠
地元である海辺の町で働く大工。夏海の幼なじみ。夏海とは高校の同級生。
滝川愛梨（たきがわ あいり）
演 - 吉川愛
江ノ島で働く美容師アシスタント2年目の女性。恋愛に憧れ、マッチングアプリにハマっている。
佐々木修（ささき おさむ）
演 - 萩原利久
臨床研修医2年目の男性。健人の中学時代からの友人で東大卒。強烈に口と態度が悪い。恋愛経験と女性経験がない童貞。
山内守（やまうち まもる）
演 - 白濱亜嵐
男性チームの中で一番のお調子者。明るく元気なムードメーカー。健人の高校時代からの友人。夏海との初対面で東大卒を名乗るが、実は東横大卒。司法試験の受験勉強中のフリーター。そろそろ26歳（8月ごろに誕生日を迎えた）。
小椋理沙（おぐら りさ）
演 - 仁村紗和
シングルマザー。18歳の時に産まれた息子を育てながらクリーニング店で働く。あだ名は「おぐ姉（おぐねえ）」。
早川宗佑（はやかわ そうすけ）
演 - 水上恒司
海で助けた女性（理沙）に一目惚れしてしまうライフセーバー。実は医師（小児科も診る）。

### 蒼井家
蒼井亮（あおい りょう）
演 - 山口智充
夏海の父。サップスクール兼食堂「Kohola」の経営者。夏海の沖縄でのサップ競技会の費用を知人に提供してしまい、出場を諦めさせてしまう。
蒼井海斗（あおい かいと）
演 - 大西利空
夏海の弟。「Kohola」のスタッフ。素直で純朴だが問題の多い高校生。夏海が母代わり。

### 小椋家
村田翔平（むらた しょうへい）
演 - 森崎ウィン
理沙の元夫。ときどき春樹と面会しており、春樹を引き取ろうと申し出る。都内の企業に勤務。
小椋春樹（おぐら はるき）
演 - 石塚陸翔
理沙と翔平の息子。母と暮らす。「早川先生」に影響されて、医者になりたいと口にするように。

### 健人の関係者
水島創一（みずしま そういち）
演 - 小市慢太郎
健人の父。水島建設の社長。プレゼンをすっぽかした健人を叱責する。
水島恭子（みずしま きょうこ）
演 - 片岡礼子
健人の母。都内に戻らず湘南の別荘で仕事をする息子を電話で叱る。
安藤皐月（あんどう さつき）
演 - 山崎紘菜（第8話 - ）
健人の同期社員（東大でも同じゼミの同級生だった）。アメリカ勤務から帰国した。

### その他
長谷川佳奈（はせがわ かな）
演 - 桜井ユキ（友情出演）
元高校教師。夏海と匠の元担任。既婚者。最近、夏海の近隣の町に引っ越してきた。
佐藤秋香（さとう あきか）
演 - 平澤宏々路
海斗の彼女。
茜（あかね）
演 - 横山めぐみ
7年前に出ていった夏海と海斗の母親。

## スタッフ
- 脚本 - 市東さやか[1]
- 音楽 - 末廣健一郎[12]、MAYUKO[12]
- 主題歌 - 緑黄色社会「サマータイムシンデレラ」（ソニー・ミュージックレーベルズ）[13]
- 挿入歌 - 緑黄色社会「マジックアワー」（ソニー・ミュージックレーベルズ）[14]
- SUP監修 - 飯塚裕彦、永田里香
- ライフセービング監修 - 佐藤洋二郎、田村憲章
- 演出・監督 - 田中亮（フジテレビ ドラマ・映画制作部）[12]
- プロデュース - 中野利幸（フジテレビ ドラマ・映画制作部）[12]
- 制作・著作 - フジテレビジョン

## 放送日程
| 各話                                                                        | 放送日  | サブタイトル                               | 視聴率 |
| --------------------------------------------------------------------------- | ------- | ------------------------------------------ | ------ |
| 第1話                                                                       | 7月10日 | 海辺を舞台にした男女8人恋愛群像劇!         | 6.9%   |
| 第2話                                                                       | 7月17日 | 秘密の関係が大暴露?大波乱の三角関係の行方! | 5.4%   |
| 第3話                                                                       | 7月24日 | それぞれの恋模様が急加速!高まる期待と恋心  | 5.5%   |
| 第4話                                                                       | 7月31日 | 交錯する心とすれ違う気持ちの行方…!?        | 5.4%   |
| 第5話                                                                       | 8月07日 | 恋と人生の大逆転!!                         | 5.2%   |
| 第6話                                                                       | 8月14日 | 恋の大勝負!奇跡が訪れる!?                  | 5.4%   |
| 第7話                                                                       | 8月21日 | 家族の絆と君の涙                           | 5.8%   |
| 第8話                                                                       | 8月28日 | ライバル登場!恋の新展開!                   | 4.7%   |
| 第9話                                                                       | 9月04日 | 恋も夏もクライマックスへ!!                 | 5.7%   |
| 第10話                                                                      | 9月11日 | 恋の結末、カウントダウン!!                 | 5.3%   |
| 最終話                                                                      | 9月18日 | ついに最終回…!!                            | 6.3%   |
| 平均視聴率 5.7%（視聴率はビデオリサーチ調べ、関東地区・世帯・リアルタイム） |         |                                            |        |

- 初回は21時 - 22時24分の30分拡大放送[5]。
- 全話平均視聴率5.7%は放送終了時点での「月9枠」において歴代ワースト記録であった[16]が、次作の『ONE DAY〜聖夜のから騒ぎ〜』が更新している。

## スピンオフドラマ
『真夏のシンデレラ～アフターパーティ』のタイトルで、動画配信サービス「FOD」にて配信。全1話。
最終回直後の後日譚を描いたオリジナルストーリー。